# 鐵絲網

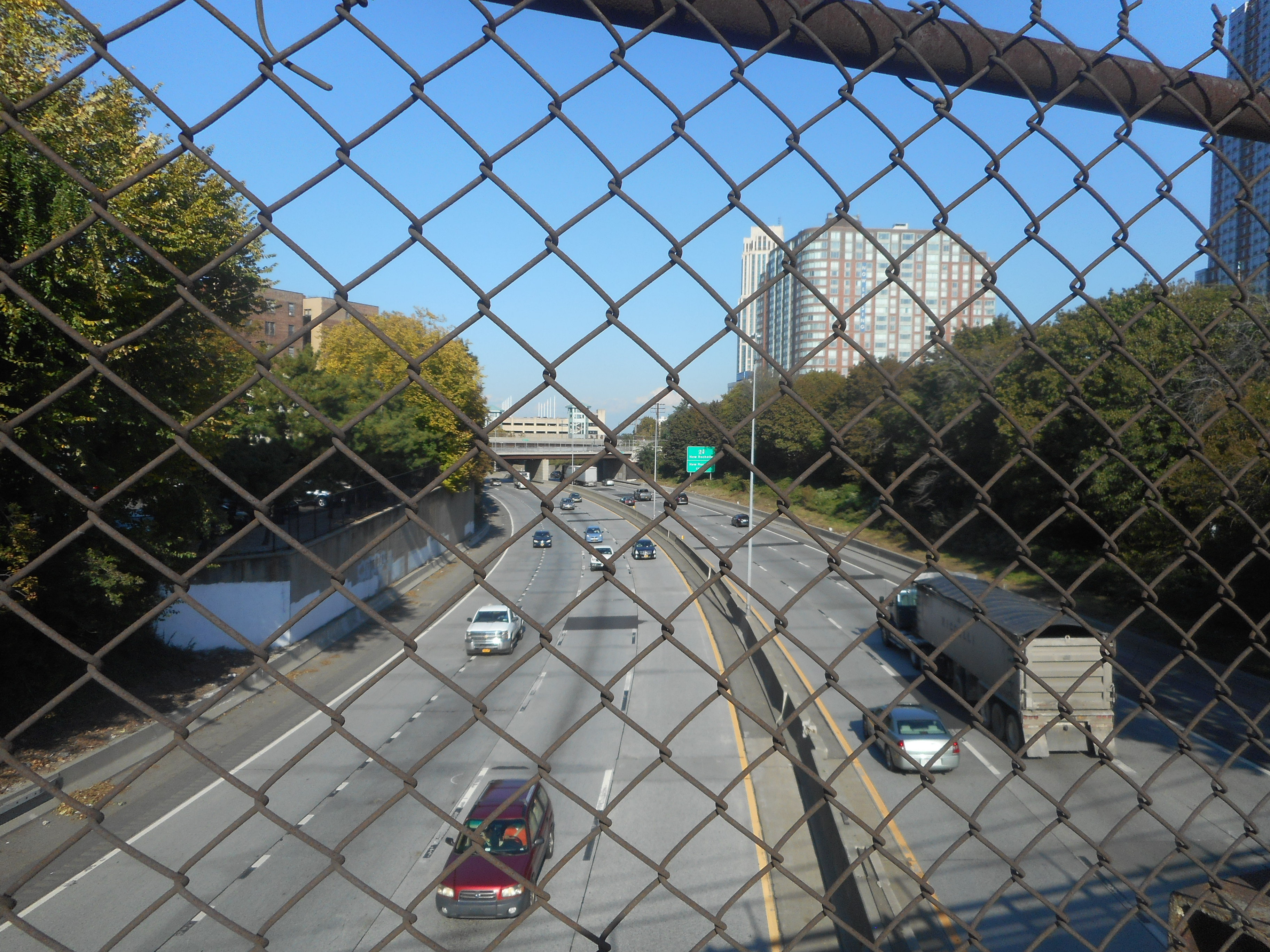
鐵絲網

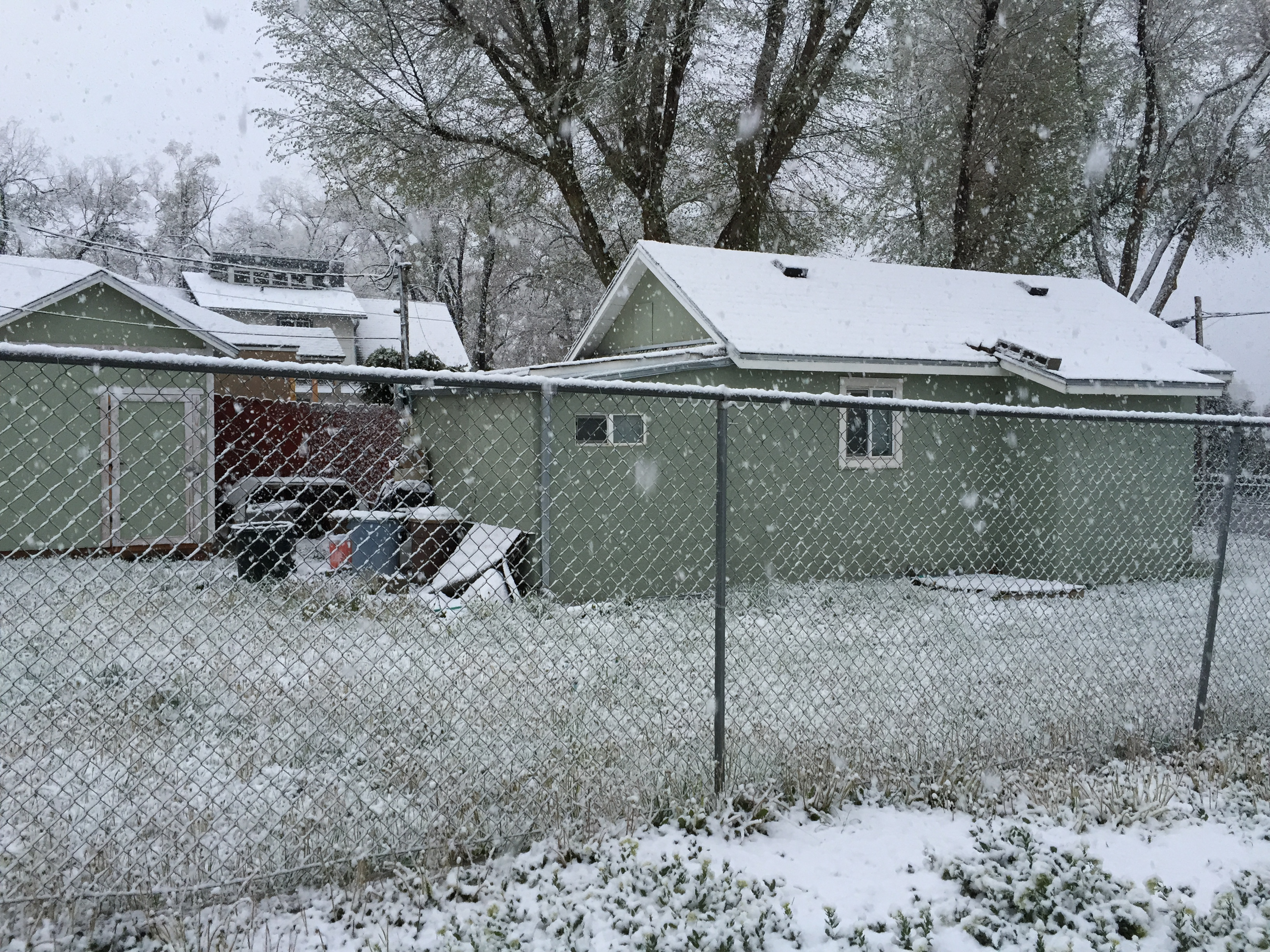

鐵絲網是一种圍欄，通常由镀锌或帶有线性低密度聚乙烯涂层的钢制金属丝製成。鐵絲網上可以看到一個個菱形，這些都是由金屬線交織而成。